# ويليام إم. ستون
ويليام إم. ستون هو قاضي ومحامي وسياسي أمريكي، ولد في 14 أكتوبر 1827 في مقاطعة جيفيرسون في الولايات المتحدة، وتوفي في 18 يوليو 1893 في أوكلاهوما في الولايات المتحدة بسبب ذات الرئة. نشط حزبياً في الحزب الجمهوري. وقد انتخب حاكم أيوا ‏ (14 يناير 1864 – 16 يناير 1868) وانتخب عضو مجلس نواب ولاية آيوا ‏.